# Посвячення Росії в Непорочне Серце Пресвятої Діви Марії
Посвята Росії Непорочному Серцю Пресвятої Діви Марії правлячим Папою - таким було прохання Фатімської Матері Божої 13 липня 1917 року під час марійного об'явлення. Сестра Лусія, одна з трьох візіонерів (ті, хто бачив об’явлення), публічно заявила, що в різні часи Пресвята Діва Марія давала їй послання обітниці, що посвята Росії (як країни) відкриє період миру у всьому світі.
Папа Пій XII, Папа Павло VI та Папа Іван Павло II посвятили Росію Непорочному Серцю Марії, хоча й без прямого посилання на Росію чи СРСР. 25 березня 2022 року Папа Римський Франциск посвятив Росію Непорочному Серцю разом з Україною, причому обидві країни прямо згадувалися, на тлі російсько-української війни.

## Передумови

### Посвята Росії

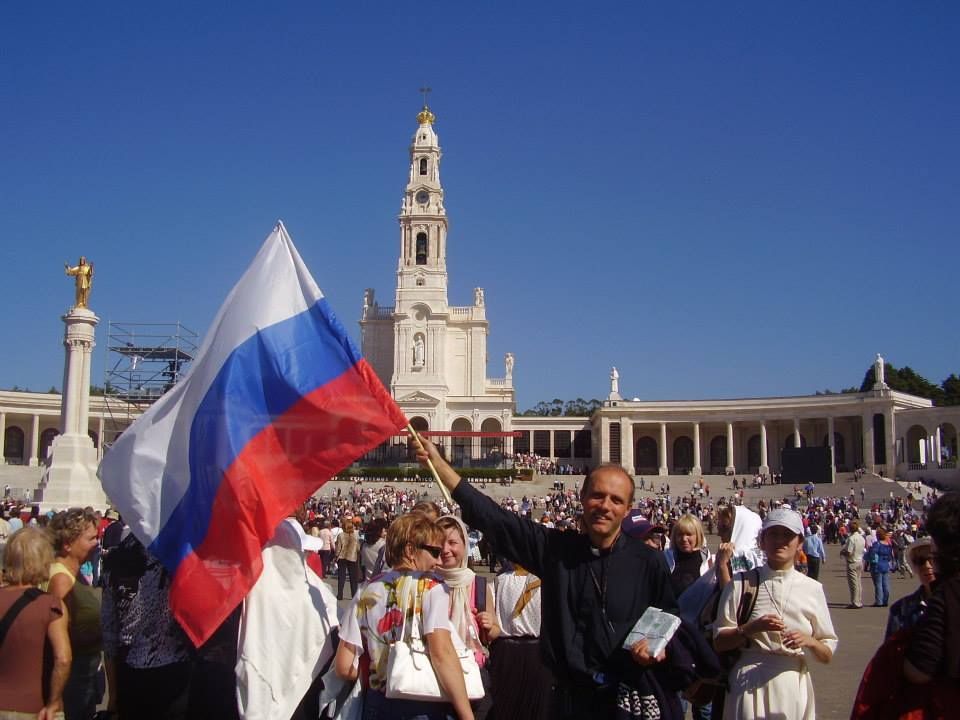
Російський священик і паломники у святилищі Фатіми, Португалія.

За словами сестри Лусії, Діва Марія кілька разів просила посвятити Росію Її Непорочному Серцю. 
Люсія жила в Іспанії з 1925 по 1946 рік, під час Другої Іспанської Республіки та Громадянської війни в Іспанії. Її перша згадка про прохання Пресвятої Богородиці про посвяту Росії стосується осені 1929 року. У 1929 році Лусія Сантос була послушницею в монастирі сестер Святої Дороті в Туї, Іспанія. Сестра Лусія повідомила, що в ніч на 13 червня 1929 року, коли вона молилася в каплиці, вона пережила видіння, в якому Пресвята Діва Марія сказала, що є Божа воля на те, щоб Папа в єдності з усіма єпископами світу, присвятити Росію її Непорочному Серцю. Сестра Лусія повідомила про це своєму сповіднику, який попросив її записати це. 
У двох листах, які вона надіслала в травні 1930 року отцю Гонсалвесу, своєму сповіднику, сестра Лусія пов’язувала освячення Росії з набожністю п’яти перших субот, про які вона вперше згадала в контексті об’явлень, які вона нібито пережила раніше як постулантка у Понтеведра в 1925 році. Церква не прийняла жодного рішення щодо повідомлених видінь ні в Понтеведрі, ні в Туї. У серпні 1941 року сестра Лусія написала свої мемуари, в яких описала об'явлення 13 липня 1917 року. Вона ствердила, що Пресвята Діва Марія сказала їм:
«Бог хоче встановити у світі відданість моєму Непорочному Серцю. Якщо те, що я кажу вам, буде зроблено, багато душ буде врятовано і буде мир. Перша світова війна закінчиться; якщо люди не перестануть ображати Бога, гірша війна спалахне під час понтифікату Пія XI. Коли ви побачите ніч, освітлену невідомим світлом, знайте, що це великий знак, даний вам Богом, що Він збирається покарати світ за його злочини - війнами, голодом і переслідуванням Церкви та Святішого Отця. Щоб запобігти цьому, я прийду просити посвяти Росії моєму Непорочному Серцю і Причастя відшкодування в перші суботи. Якщо мої прохання будуть вислухані, Росія навернеться, і буде мир. Якщо ні, то вона поширить свої помилки по всьому світу, спричиняючи війни та переслідування Церкви. Добрі люди будуть замучені, Святіший Отець зазнає багато страждань, різні народи будуть знищені. Зрештою, моє Непорочне Серце переможе. Святіший Отець посвятить мені Росію, і вона навернеться, і цьому світу буде дарований період миру».
Деякі католики, які підтримують позицію католицької церкви, стверджують, що об’явлення у Фатімі відбулися після Лютневої революції 1917 року, яка усунула від влади царя Миколу II, і повернення Володимира Леніна до Росії 16 квітня.

### Відноситься до категорії приватних одкровень
Передбачуване послання Діви Марії у Фатімі вважається приватним одкровенням.

Вчення римо-католицької церкви розрізняє «публічне одкровення» та «приватне одкровення». Термін «публічне одкровення» знаходить своє літературне вираження в Біблії та «сповнився в житті, смерті та воскресінні Ісуса Христа». У зв’язку з цим Катехизис Католицької Церкви цитує святого Івана від Хреста:
«Даючи нам Свого Сина, Своє єдине Слово (бо іншого Він не має), Він сказав нам усе відразу в цьому єдиному Слові — і Йому більше нема чого сказати... Будь-яка людина, яка запитує Бога або бажає якогось бачення чи одкровення, була б винна не тільки в дурній поведінці, але й у тому, що образила б Його, не зосередившись повністю на Христі та живучи з бажанням якоїсь іншої новизни».

## Посвята

### ХХ століття
У 1942 році Папа Пій XII посвятив все людство, безпосередньо в тому числі і Росію, Непорочному Серцю Марії. Ця посвята була здійснена в контексті повідомлень від Ісуса та Діви Марії, отриманих блаженною Александриною з Балазара та переданих її духовному керівнику, священику-єзуїту Маріано Піньо. У 1952 році він посвятив «народи Росії» Непорочному Серцю в Sacro vergente anno.
У 1964 році Папа Павло VI також посвятив людство, а отже і Росію, Непорочному Серцю Марії наприкінці третьої сесії II Ватиканського Собору. 
У 1981 і 1982 роках Папа Іван Павло ІІ також посвятив увесь людський рід Непорочному Серцю Марії.
Усі ті попередні посвяти не були здійснені в сопричасті та координації з католицькими єпископами світу.
У 1984 році Папа Іван Павло ІІ вирішив посвятити Росію в сопричасті та координації з католицькими єпископами світу. Таким чином Іван Павло ІІ попросив усіх католицьких єпископів світу приєднатися до нього в його посвяті. Перш ніж здійснити посвяту, Папа порадився з сестрою Лусією, щоб переконатися, що посвята Росії буде дійсною. Після посвяти Івана Павла ІІ сестра Лусія багато разів заявляла, що посвята 1984 року була здійснена так, як цього хотіла Діва Марія.
У всіх цих посвятах Папи не робили прямих згадок Росії чи СРСР з політичних причин.

### ХХІ століття
На офіційний запит Єпископської конференції українських католицьких єпископів 15 березня 2022 року Святий Престол оголосив, що Папа Франциск посвятить Росію та Україну Непорочному Серцю Марії 25 березня 2022 року в базиліці Святого Петра в Римі. 25 березня – це та сама дата, коли Іван Павло ІІ посвятив Росію Непорочному Серцю в 1984 році. Церемонія посвяти була також запланована у Фатімі (Португалія) папським жертовником кардиналом Конрадом Краєвським. Відповідно, Папа надіслав листа, щоб запропонувати всім католицьким єпископам приєднатися до нього в посвяті за власним бажанням, у той самий визначений час, коли має відбутися посвята Папою. Він також запросив усі католицькі спільноти та всіх вірних приєднатися до нього у посвяті. Текст освячення містить у формулі посвяти явні згадки «Росія та Україна».
У тексті посвяти міститься назва «Земля Небесна» для позначення Діви Марії в деяких його варіантах. Цей титул викликав занепокоєння у деяких католиків. Святий Престол пояснив, що походження цього титулу «взято з візантійсько-слов’янського монашого гімну, і він поетично означає союз Неба і землі, який ми можемо споглядати у Діві Марії, взятій у тілі на Небо».
25 березня 2022 року в базиліці Святого Петра відбулася посвята Папою Франциском разом із покаянним богослужінням, де Папа сказав: «Мати Божа і наша Мати, Твоєму Непорочному Серцю ми урочисто довіряємо та посвячуємо себе, Церкву та все людство, особливо Росію та Україну». Конрад Краєвський також здійснив подібну посвяту в Португалії.

## Навернення Росії
У 1946 році, під час зборів католицької молоді в Фатімі, російська дівчина Наташа Дерфельден запитала Лусію, як має відбутися навернення Росії. Сестра Лусія повідомила, що посвята має відбутися Православною церквою за «східним обрядом», маючи на увазі візантійську традицію Католицької церкви. Інший спосіб, описаний кардиналом Ратцінґером (згодом Папою Бенедиктом XVI), має на увазі навернення серця. Папа Франциск приділяє особливу увагу Росії: зокрема він написав відкритий лист російському президенту та провів на Кубі першу в історії зустріч з предстоятелем РПЦ.

## Реакції
Православна церква часто розглядає фатимські об'явлення у світлі розколу з Католицькою церквою, що триває майже тисячоліття. Багатьма церковниками посвята Росії сприймається як нападки традиційної гілки християнства і спроба перевести Росію в католицизм. Католики, своєю чергою, заявляють, що йдеться лише про засудження комунізму/атеїзму.
Православні вказують на те, що:
1) Росія на момент фатімських об'явлень (1917 рік) була глибоко християнською країною з особливим шануванням Божої Матері.
2) Концепція передбачає перехід із православ'я в католицизм із визнанням примату Папи Римського.
Католики ж вказують, що об'явлення відбулися з 13 травня по 13 жовтня 1917 після повалення Миколи II і повернення в Росію Леніна. Росія вже була в революційній агонії, більшовизм, ворожий до будь-якої релігії, уже прагнув влади. Останнє об'явлення сталося у жовтні, незадовго до Жовтневої революції 25 жовтня. Вони також вважають, що це навернення покликане було врятувати світ від атеїстичного комунізму. 
На думку деяких, концепція православної ікони Божої Матері «Державна», явленої в день зречення Миколи II, має на увазі передачу Росії під заступництво Богородиці на час відсутності «земного» монарха (на іконі Марія зображена з царськими регаліями). На думку російських монархістів, у майбутньому з її участю можливе повернення православної монархії у Росії, що можна трактувати як крок до «посвяти».

## Подальше читання
- Wooden, Cindy (18 березня 2022). Papal consecration of Russia, Ukraine has history of controversy behind it. Catholic News Service (амер.). Процитовано 25 березня 2022.
- Pope Francis will consecrate Russia and Ukraine. What's that mean?. The Pillar. 15 березня 2022. Процитовано 30 березня 2022.

- Сестра Лусія, 1995, Фатіма зі слів Люсії, The Ravengate Press,ISBN 0-911218-10-6
- Томас Петріско, 1998, Фатімські пророцтва, St. Andrews Press,ISBN 978-1-891903-30-4
- Фатіма за словами сестри Люсії – безкоштовна онлайн-версія книги мемуарів, написаної сестрою Люсією, OCD
- Правдива історія Фатіми – безкоштовна онлайн-версія книги, написана отцем Джоном де Марчі, IMC